# WZ Sagittae
WZ Sagittae (WZ Sge) – kataklizmiczna nowa karłowata położona w gwiazdozbiorze Strzały w odległości 142 lat świetlnych. Jest to najbliższy Ziemi znany układ kataklizmiczny.
Układ ten składa się z białego karła o masie ok. 0,85 M☉ oraz gwiazdy ciągu głównego późnego typu, czyli czerwonego karła o masie zaledwie 0,08 M☉. Okres orbitalny układu wynosi ok. 81,6 minuty. Pierwsze pojaśnienie gwiazdy miało miejsce 22 listopada 1913 roku, lecz pozostało niezauważone. Dopiero w 1919 roku J. Mackie odnalazł je na starych kliszach wykonanych w obserwatorium Harvarda. Kolejne wybuchy gwiazdy obserwowano w latach 1946, 1978 i 2001.
Gwiazda ta jest prototypem podklasy gwiazd zmiennych typu WZ Sge.